# Cheng Wu
Cheng Wu est le fils de Cheng Yu et un conseiller militaire des Wei. 
Lors de la première campagne militaire de Zhuge Liang contre les Wei, il recommande à Xiahou Mao une stratégie d’embuscade sur deux flancs afin de coincer Zhao Yun. Celui-ci tombe dans le piège, mais est toutefois sauvé par Zhang Bao et Guan Xing.